# Edna Kiplagat
Edna Ngeringwony Kiplagat (ur. 15 listopada 1979 w Burnt Forest) – kenijska lekkoatletka specjalizująca się w biegach długodystansowych.

## Osiągnięcia
| Rok  | Impreza              | Miejsce | Konkurencja     | Lokata      | Wynik   |
| ---- | -------------------- | ------- | --------------- | ----------- | ------- |
| 2011 | Mistrzostwa świata   | Daegu   | bieg maratoński | 1. miejsce  | 2:28:43 |
| 2012 | Igrzyska olimpijskie | Londyn  | bieg maratoński | 20. miejsce | 2:27:52 |
| 2013 | Mistrzostwa świata   | Moskwa  | bieg maratoński | 1. miejsce  | 2:25:44 |
| 2015 | Mistrzostwa świata   | Pekin   | bieg maratoński | 5. miejsce  | 2:28:18 |
| 2017 | Mistrzostwa świata   | Londyn  | bieg maratoński | 2. miejsce  | 2:27:18 |
| 2019 | Mistrzostwa świata   | Doha    | bieg maratoński | 4. miejsce  | 2:35:36 |

## Rekordy życiowe
- Półmaraton – 1:07:41 (2012)
- Bieg maratoński – 2:19:50 (2012)